# Riserva faunistica di Krau
La riserva faunistica di Krau è una riserva situata nel Pahang, in Malaysia. Istituito dall'amministrazione britannica durante l'epoca coloniale, questo parco dalla superficie di oltre 60.000 ettari è ricoperto da foreste di Dipterocarpaceae e ospita importanti specie vegetali e animali, come il rinoceronte di Sumatra, il siamango o il gatto di Temminck. Nell'area sono in corso importanti progetti allo scopo di sviluppare il turismo e la ricerca.